# Fabian Rohner
Fabian Rohner (* 17. August 1998 in Zürich) ist ein Schweizer Fussballspieler.

## Karriere

### Verein
Fabian Rohner begann mit dem Fussballspielen beim Quartierverein SV Höngg. Im Alter von zehn Jahren wechselt er anfangs 2009 innerstädtisch in die Jugendakademie des FC Zürich. Die Stufen U-15 und U-16 musste er aufgrund seiner Grösse je zweimal durchlaufen, ehe er seine Teamkollegen wieder einholte und mit diesen U-18 Schweizer Meister wurde. Sein Trainer zu diesem Zeitpunkt war der ehemalige Schweizer Internationale Ludovic Magnin, der im Februar 2018 Cheftrainer der ersten Mannschaft wurde.
Am 5. Januar 2017 unterzeichnete Rohner seinen ersten Profivertrag beim FC Zürich, mit einer Gültigkeit bis zum Sommer 2020. Am 1. April 2017 kam er mit 18 Jahren zu seinem Debüt für die erste Mannschaft, die damals in der zweitklassigen Challenge League spielte. In einem Ligaspiel gegen den FC Schaffhausen wurde er in der 84. Minute für Moussa Koné eingewechselt. Er kam danach noch in vier weiteren Spielen zum Einsatz, am 20. Mai spielte er gegen den FC Wil sogar durch. Auf die Saison 2017/18 hin stieg der FC Zürich wieder in die Super League auf und Rohner wurde zunächst nur in Cupspielen eingesetzt. Am 13. August 2017 schoss er beim 10:0 gegen den FC Chippis sein erstes Tor. Am 10. Dezember 2017 feierte er in einem Spiel gegen den FC Luzern dann sein Debüt in der höchsten Spielklasse. Die Saison 2018/19 verpasste er grösstenteils verletzt und kam ansonsten nur bei der zweiten Mannschaft zum Einsatz. In der Saison 2019/20 machte er 27 Super League-Spiele, 26 davon in der Startelf, in der Saison 2020/21 22 Spiele, 12 davon in der Startelf.
In der Saison 2021/22 wurde er mit dem FC Zürich Schweizer Meister. Er bestritt 20 Partien, davon 3 in der Startelf, und erzielte ein Tor. Auch in der Saison 2022/23 kam er nicht über die Rolle eines Ergänzungsspielers hinaus. Er kam in 27 Spielen zum Einsatz, lediglich 6 davon in der Startelf, und schoss wieder ein Tor. In der Saison 2023/24 wurde er, nach einem vielversprechenden Beginn, im Winter von Trainer Bo Henriksen zunächst ausgemustert, kämpfte sich im Februar noch einmal in die erste Mannschaft zurück und kam am Ende der Saison abermals nicht mehr zum Einsatz. Um zu mehr Spielpraxis zu kommen, wechselte er im Sommer 2024 zum FC Winterthur. Nachdem er in den ersten drei Ligaspielen im rechten Mittelfeld stets zum Einsatz gekommen war, zog er sich am 10. August in einem Spiel gegen den FC Sion einen Kreuzbandriss zu und fiel für den Rest der Saison aus.

### Nationalmannschaft
Fabian Rohner durchlief verschiedene Stufen der Junioren-Nationalmannschaft der Schweiz. Zuletzt war er Nationalspieler der Schweizer U-21-Nationalmannschaft. Sein Debüt gab er am 27. März 2018 beim Qualifikationsspiel für die U-21-Fussball-Europameisterschaft 2019 gegen Portugal.

## Titel und Erfolge
FC Zürich
- Schweizer Cupsieger: 2018
- Schweizer Meister: 2022